# 鬯部
鬯部（）は、漢字を部首により分類したグループの一つ。
康熙字典214部首では192番目に置かれる（10画の6番目、亥集の6番目）。

## 概要
鬯部には「鬯」を筆画の一部として持つ漢字を分類している。
単独の「鬯」字は酒の一種で、秬（黒黍）で醸造した酒に香草の鬱金を混ぜた香酒を指す。古代中国の祭祀において神を降ろすのに用いられた。この酒を「秬鬯」「鬱鬯」「鬱鬯酒」などともいう。また「鬯草」といい、「鬯」字は鬱金の別名としても用いられる（別の香草という説もある）。「鬯草」は後漢の王充『論衡』に周代、倭人が献上したとの記述があることで知られる。
字源としては、「鬯」字は香酒を入れた酒器を象る象形文字である。なお『説文解字』では、黒黍の実を象る「※」を中に含める容器「凵」と、それをすくいとる「匕」とから構成される会意文字とされているが、甲骨文字や金文の形を見ればわかるようにこれは誤った分析である。
「鬯」は意符としては黒黍や酒、香草に関する文字に含まれることがあるが、多くはなく、日常外の漢字まで考えれば𩰠・𩰡・𩰤など一定数の漢字があるが、日常的な範囲内では鬱のみであり、現代の中国の簡体字の部首分類法でも削除されている部首の一つである。

## 部首の通称
- 日本：ちょう、においざけ
- 韓国：술창부（sul chang bu、酒の鬯部）
- 英米：Radical sacrificial wine

## 部首字
鬯
- 中古音
  - 広韻 - 丑亮切、漾韻、去声
  - 詩韻 - 漾韻、去声
  - 三十六字母 - 徹母
- 現代音
  - 普通話 - ピンイン：chàng 注音：ㄔㄤˋ ウェード式：ch'ang4
  - 広東語 - Jyutping:coeng3 イェール式:cheung3
- 日本語 - 音：チョウ（チャウ）（漢音）
- 朝鮮語 - 音：창(chang) 訓：울창주（ulchangju、鬱鬯酒）

小篆

## 例字
- 鬯
  - 𩰠・鬰・𩰪

### 最大画数
鬱